# Orahovo, Raška
Orahovo (izvirno srbsko Орахово) je naselje v Srbiji, ki upravno spada pod Občino Raška; slednja pa je del Raškega upravnega okraja.

## Demografija
V naselju, živi 32 polnoletnih prebivalcev, pri čemer je njihova povprečna starost 61,9 let (60,0 pri moških in 63,4 pri ženskah). Naselje ima 19 gospodinjstev, pri čemer je povprečno število članov na gospodinjstvo 1,79.
To naselje je popolnoma srbsko (glede na rezultate popisa iz leta 2002), a v času zadnjih treh popisov je opazno zmanjšanje števila prebivalcev.
|  |

| Demografija | Demografija     | Demografija     |
| Leto        | Št. prebivalcev | Št. prebivalcev |
| ----------- | --------------- | --------------- |
|             |                 |                 |
|             |                 |                 |
|             |                 |                 |
|             |                 |                 |
| 1948        | 116             |                 |
| 1953        | 131             |                 |
| 1961        | 161             |                 |
| 1971        | 123             |                 |
| 1981        | 76              |                 |
| 1991        | 35              | 35              |
| 2002        | 34              | 34              |
|             |                 |                 |

| Etnična sestava po popisu iz leta 2002 | Etnična sestava po popisu iz leta 2002 | Etnična sestava po popisu iz leta 2002 | Etnična sestava po popisu iz leta 2002 | Etnična sestava po popisu iz leta 2002 |
| -------------------------------------- | -------------------------------------- | -------------------------------------- | -------------------------------------- | -------------------------------------- |
| Srbi                                   | Srbi                                   |                                        | 34                                     | 100,0%                                 |
| Neznano                                | Neznano                                |                                        | 0                                      | 0,0%                                   |